# Sachūzān
Sachūzān (persiska: سَنجوزان, سَنجُوزان, Sanjūzān, سچوزان) är en ort i Iran.   Den ligger i provinsen Hamadan, i den nordvästra delen av landet, 300 km väster om huvudstaden Teheran. Sachūzān ligger 2 151 meter över havet och antalet invånare är 310.
Terrängen runt Sachūzān är kuperad åt sydväst, men åt nordost är den bergig. Runt Sachūzān är det ganska tätbefolkat, med 86 invånare per kvadratkilometer. Närmaste större samhälle är Pasragad Branch, 15,3 km nordost om Sachūzān. Trakten runt Sachūzān består i huvudsak av gräsmarker.